# Budova Pražské úvěrní banky (Bělehrad)
Budova Pražské úvěrní banky (srbsky Зграда Прашке кредитне банке/Zgrada Praške kreditne banke) se nachází v centru srbské metropole Bělehradu, na adrese Terazije 2.

## Historie
Budova vznikla jako pobočka Pražské úvěrní banky. V roce 1909 požádala banka srbskou vládu o povolení působit v zemi, v roce 1912 již banka rozhodla o výstavbě reprezentativní budovy v centru srbské metropole. Dokončena byla roku 1921. Architektem budovy byl Jaroslav Prchal, stavební práce provedla v Bělehradě sídlící firma českého architekta Matěje Blechy. Čtyřpatrová budova byla nápadná především portály se sloupovím. Ve směru k ulici Terazije na něm byly umístěny písmena ПКБ, zkratka názvu banky v srbštině, a do vedlejší Sremské ulice poté v latince a v češtině.
Po znárodnění banky byla přestavěna, po velmi dlouhou dobu sloužila jako galerie výtvarného umění ULUS, později zde byl umístěn podnik Jugoexport a Bělehradská banka. Dnes v ní sídlí Hotel Evropa.